# Rebecca Yarros
Rebecca Yarros  (Washington DC, 14 d'abril de 1981) és una escriptora estatunidenca. És coneguda sobretot per la sèrie de llibres fantàstics Empiri. Yarros es va graduar a la Universitat de Troy, on va estudiar història europea i anglès.

## SèrieEmpiri
El primer llibre de la sèrie Empiri, Ales de sang, es va publicar l'abril de 2023 a càrrec de Red Tower Books. Al maig, va ocupar el quart lloc a la llista de més venuts de Libro.fm. A finals de juny, era el més venut a Amazon. El setembre de 2023, el llibre havia passat 18 setmanes a la llista dels més venuts del New York Times, inclòs a la primera posició. També va aterrar a la llista de best-sellers de Libro.fm al segon lloc a l'agost i al tercer lloc al setembre. A més, va ser una de les deu millors eleccions de lectura del setembre. A l'octubre i novembre de 2023, Ales de sang va estar a la llista dels deu llibres més venuts d'USA Today. El març de 2024, el títol va ser preseleccionat per al Premi del Jurat d'Adults Joves dels Premis alemanys de literatura juvenil.
La seqüela, Ales de ferro, es va estrenar el novembre de 2023. El juliol de 2023, Waterstones va indicar que es va convertir en el "títol de precomanda més venut en un sol dia al lloc web amb [l'edició especial] esgotant-se en només set hores". Yarros va anunciar que la sèrie de novel·les inclouria finalment cinc llibres.
L'octubre de 2023, es va anunciar que l'Outlier Society de Michael B. Jordan i Amazon MGM Studios havien comprat els drets per adaptar les novel·les a una sèrie de televisió. Yarros i Liz Pelletier, d'Entangled Publishing, en seran les productores executives no guionistes.

## Premis i reconeixements
El 2014, Full Measures va ser nominat al Premi del Públic de Goodreads a l'autor debutant.
El 2019, Kirkus Reviews va incloure The Last Letter a la seva llista dels millors llibres de l'any.
Ales de sang va ser una de les novel·les més venudes d'Amazon, Libro.fm, New York Times, i USA Today. També va ser una de les deu millors eleccions de lectura el setembre de 2023. Booklist la va incloure a la seva llista dels 10 millors llibre de 2023 de ciència-ficció/fantasia i terror.

## Vida personal
Yarros va començar a escriure mentre el seu marit estava destinat a l'Afganistan. L'octubre de 2023, ella i el seu marit tenen sis fills.
Yarros té la síndrome d'Ehlers-Danlos, igual que els seus fills. Yarros i el seu marit van acollir inicialment una filla, i finalment la van adoptar; la seva filla és no verbal i diagnosticada com a trastorn de l'espectre autista. A través de l'entitat sense ànim de lucre OneOctober, que va cofundar amb el seu marit el 2019, treballa per millorar la vida dels infants en el sistema d'acollida.

## Publicacions

### Novel·les independents
- 1984: Against All Odds.  WaWa Productions, 2016. (Part de la sèrie amb Casey L Bond, Lindy Zart, Cambria Hebert, Amber Lynn Natusch, Misty Provencher, R. K. Ryals, Cameo Renae, Rachel Higginson i Kelly Martin)
- The Last Letter.  Entangled, 2019. ISBN 9781640635333.[15][20]
- Great and Precious Things.  Entangled, 2020. ISBN 9781640638167.[21][22]
- Muses & Melodies.  Yarros Ink, 2020. (Part de la triologia amb Sarina Bowen i Devney Perry)
- The Things We Leave Unfinished, 2021.[23][24]
- A Little Too Close.  Yarros Ink, 2022. ISBN 9780997383164. (Part de la triologia amb Sarina Bowen i Devney Perry)
- In the Likely Event.  Montlake, 2023. ISBN 9781662511561.[25]

### SèrieEmpiri
1. Fourth Wing.  Red Tower Books, 2023. ISBN 9781649374042.[26][27][28][29]
2. Iron Flame.  Red Tower Books, 2023. ISBN 9781649374172.
3. Onyx Storm. Red Tower Books. 2025.

### SèrieFlight & Glory
1. Full Measures.  Entangled, 2014.
2. Eyes Turned Skyward.  Entangled, 2014. ISBN 9781633751491.
3. Beyond What is Given.  Entangled, 2015.
4. Hallowed Ground.  Entangled, 2016.
5. The Reality of Everything.  Independent, 2020.

### DuetEn Luv
1. Yarros, Rebecca; Coescrita amb Jay Crownover. Girl in Luv.  Jay Crownover, 2019. ISBN 9781701202559.
2. Yarros, Rebecca; Coescrita amb Jay Crownover. Boy in Luv.  Jay Crownover, 2019. ISBN 9781701413047.

### SèrieLegacy
1. Point of Origin, 2016. ISBN 9780997383102.
2. Ignite.  Yarros Ink, 2016.
3. Reason to Believe.  Everafter Romance, 2022. ISBN 9781635765052.

### TrilogiaRenegades
1. Wilder.  Entangled, 2016. ISBN 9781682812686.[30]
2. Nova.  Entangled, 2017. ISBN 9781633757813.
3. Rebel.  Entangled, 2017. ISBN 9781640631427.